# Océan (1790)
Océan – francuski trójpokładowy żaglowy okręt liniowy, który wszedł do służby w 1793 jako „États de Bourgogne”. W tym samym roku w związku z rewolucją francuską przemianowano go na „Côte d'Or”, a następnie „Montagne”. W 1795 imię okrętu zmieniono na „Pueple”, a następnie „Océan”. Należał do największych okrętów swoich czasów.

## Historia
W wyniku konkursu w 1784 wybrano projekt trójpokładowego okrętu liniowego, który miał się stać się wzorcem dla budowanych w przyszłości jednostek tego typu. Zamówienie na prototypową jednostkę tego typu zostało złożone 30 września 1785. Stępkę pod budowę okrętu położono w stoczni w Breście w 1786. Wodowanie miało miejsce w 1790. Okręt podczas budowy nosił imię „États de Bourgogne”. W momencie gdy wszedł do służby jego imię zmieniono na „Côte d'Or”, a następnie „Montagne”, co było aluzją do miejsc zajmowanych w tym czasie w parlamencie przez jakobinów.
1 czerwca 1794 „Montagne” jako okręt flagowy floty stacjonującej w Breście wziął udział w bitwie z flotą angielską pod Ushant w celu ochrony konwoju z żywnością przeznaczoną dla rewolucyjnej Francji. Francuska flota pomimo porażki osiągnęła swój główny cel jakim była ochrona konwoju zbożowego. Straty były jednak poważne i na samym „Montagne” w wyniku brytyjskiego ostrzału zginęło ok. 300 osób.
W grudniu 1794 flota z Brestu została wysłana przeciwko Brytyjczykom. Do walki nie doszło jednak z powodu silnego sztormu, wiele jednostek zatonęło lub odniosło uszkodzenia.
Po utracie władzy przez Robespierre’a w 1795 imię okrętu zmieniono na „Pueple” (fr. lud). W czerwcu tego roku doszło do kolejnej bitwy z Brytyjczykami, w wyniku której „Pueple” został ponownie uszkodzony samemu nie odnosząc znacznych sukcesów. W grudniu okrętowi nadano nowe imię „Océan”.
W kwietniu 1799 okręt ominął brytyjską blokadę i udał się do Kadyksu a następnie Cartageny, gdzie nastąpiło połączenie floty francuskiej z hiszpańską. Pomimo znacznej przewagi siły te nie zdecydowały się na zaatakowanie floty brytyjskiej w rejonie Morza Śródziemnego.
Przez lata „Océan” pozostawał największym okrętem świata i dopiero zwodowany w 1837 USS „Pensylwania” był od niego większy. Okręt wycofano ze służby w 1855 i rozebrano.